# Pattuglia militare ai V Giochi olimpici invernali
La gara di pattuglia militare ai V Giochi olimpici invernali di Sankt Moritz del 1948 venne disputata l'8 febbraio come sport dimostrativo. Fu inserita nel programma in seguito alla decisione presa dal CIO nel 1947, in considerazione del particolare radicamento della disciplina a Sankt Moritz.

## Risultati
| Posizione | Nazione        | Atleti                                                               | Tempo fondo | Abbuono | Tempo finale |
| --------- | -------------- | -------------------------------------------------------------------- | ----------- | ------- | ------------ |
| 1         | Svizzera       | Robert Zurbriggen Hans Zurbriggen Vital Vouardoux Arnold Andenmatten | 2:39:25     | 5'      | 2:34:25      |
| 2         | Finlandia      | Eero Naapuri Vilho Ylönen Mikko Meriläinen Tauno Honkanen            | 2:46:23     | 9'      | 2:37:23      |
| 3         | Svezia         | Edor Hjukström Holger Borgh Karl Gustav Ljungquist Fride Larssen     | 2:45:03     | 4'      | 2:41:03      |
| 4         | Italia         | Costanzo Picco Aristide Compagnoni Giacinto De Cassan Antenore Cuel  | 2:52:03     | 2'      | 2:50:03      |
| 5         | Francia        | Émile Paganon Marc Benoît-Lizon Ulysse Bozonnet Gilbert Morand       | 3:01:35     | 7'      | 2:54:35      |
| 6         | Cecoslovacchia | Vojtech Pavelica Karel Dvořák Jaroslav Šír Otou Skrbek               | 3:16:26     | 6'      | 3:10:26      |
| 7         | Romania        | Ştefan Ionescu Constantin Vlădea Niculae-Cornel Crăciun Ion Kasky    | 3:24:24     | 8'      | 3:16:24      |
| 8         | Stati Uniti    | Donald Weihs Stanley Walker Henry Dunlap Lorentz Eide                | 4:38:58     | 3'      | 4:35:58      |